# Mall dels Emirats
Mall dels Emirats és un gran centre comercial a la ciutat de Dubai als Emirats Àrabs Units. És el més gran de l'Orient Mitjà, però els centres en construcció del Mall de Dubai i el Mall d'Aràbia el superaran. La seva superfície és de 222.000 metres quadrats d'establiments comercials i 600000 metres quadrats en el conjunt. Inclou zones d'oci amb cinemes, teatre, jocs, etc. i una pista de gel i esquí. El mall més gran del món és el Mall de la Xina del Sud (650000 m² de comerços i 900000 m² en el conjunt). Fou obert el 2005 i es troba al barri d'Al-Barsa.

## Galeria d'imatges

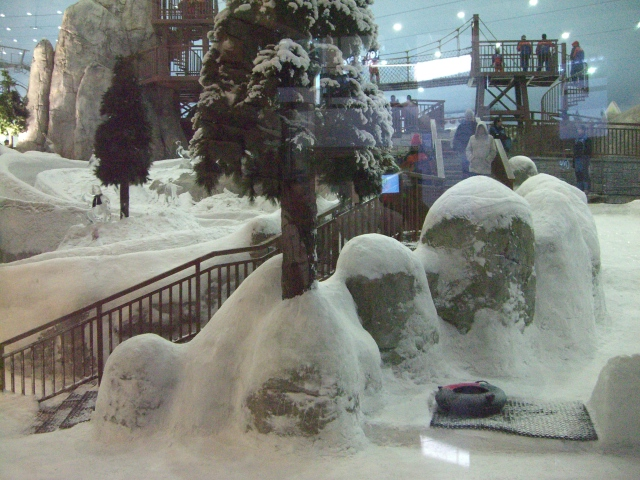